# Kappa1 Sculptoris
Kappa1 Sculptoris (κ1 Sculptoris, förkortat Kappa1 Scl, κ1 Scl)  som är stjärnans Bayerbeteckning, är en dubbelstjärna belägen i den norra delen av stjärnbilden Bildhuggaren. Den har en kombinerad skenbar magnitud på 5,51 och är svagt synlig för blotta ögat där ljusföroreningar ej förekommer. Baserat på parallaxmätning inom Hipparcosuppdraget på ca 12,9 mas, beräknas den befinna sig på ett avstånd på ca 250 ljusår (ca 77 parsek) från solen.

## Egenskaper
Primärstjärnan Kappa1 Sculptoris A är en gulvit jättestjärna av spektralklass F4 III. Den har en massa som är drygt 50 procent större än solens massa och utsänder från dess fotosfär ca 31 gånger mera energi än solen vid en effektiv temperatur på ca 6 700 K.
Följeslagaren Kappa1 Sculptoris B, är av spektralklass F3 III. Stjärnparets kompositspektrum är klassificerat som F2V. Paret kretsar kring varandra med en uppskattad omloppsperiod på 616 år och en excentricitet på 0,1. En annan följeslagare av 18:e magnituden ligger separerad med 73,4 bågsekunder vid en positionsvinkel på 243° (år 1998).